# 五毒将軍
五毒将軍（ごどくしょうぐん）は、中国に伝わる疫病をつかさどる神、鬼神。五毒大神（ごどくたいじん）、五毒大帝（ごどくたいてい）などとも言う。

## 概要
人々に流行病などをもたらしたりするとされた。五瘟使者（五福王爺）の支配下とされることもある。五人の神によって構成されており、それぞれ東南西北および中央を支配するとされる。
- 柳大郎　東方・青毒
- 朱二郎　南方・赤毒
- 何三郎　西方・白毒
- 薛四郎　北方・黒毒
- 呉五郎　中央・黄毒

「五毒」というのは人間に対して毒をもたらすとされた呪術などに用いられる5種の生物（蝎、蛇、蜈蚣、蟾蜍、蜘蛛）も意味しており、五毒の神にそれをひとつずつ当てはめていたりもする。五毒たちが井戸の水に毒をまぜてひとびとの間に疫病を蔓延させようとした、という伝説が語られることが多い。ひれを受けて台湾では五毒頭（ごどくとう）という呼ばれ方もある。
台湾の五府王爺の伝説では、むかし5人の進士が試験に向かう道中で泉州府に宿泊したおり、毒神たちがひとびとに疫病を広めんと話し合い井戸に毒を混入させているのを知り、その井戸に身を投じてひとびとがその毒水を飲むことのないようにして疫病の蔓延を止めたという内容が語られている（毒神たちからひとびとを守ったそのときの5人の進士、池・李・朱・刑・金の霊を祀ったのが五府王爺であるとされる）。